# 살라망카 (칠레)
살라망카(스페인어: Salamanca)는 칠레의 코무나 중 하나이다. 이야펠에서 30km, 산티아고에서 316km 떨어진 지점에 위치한다.

## 갤러리

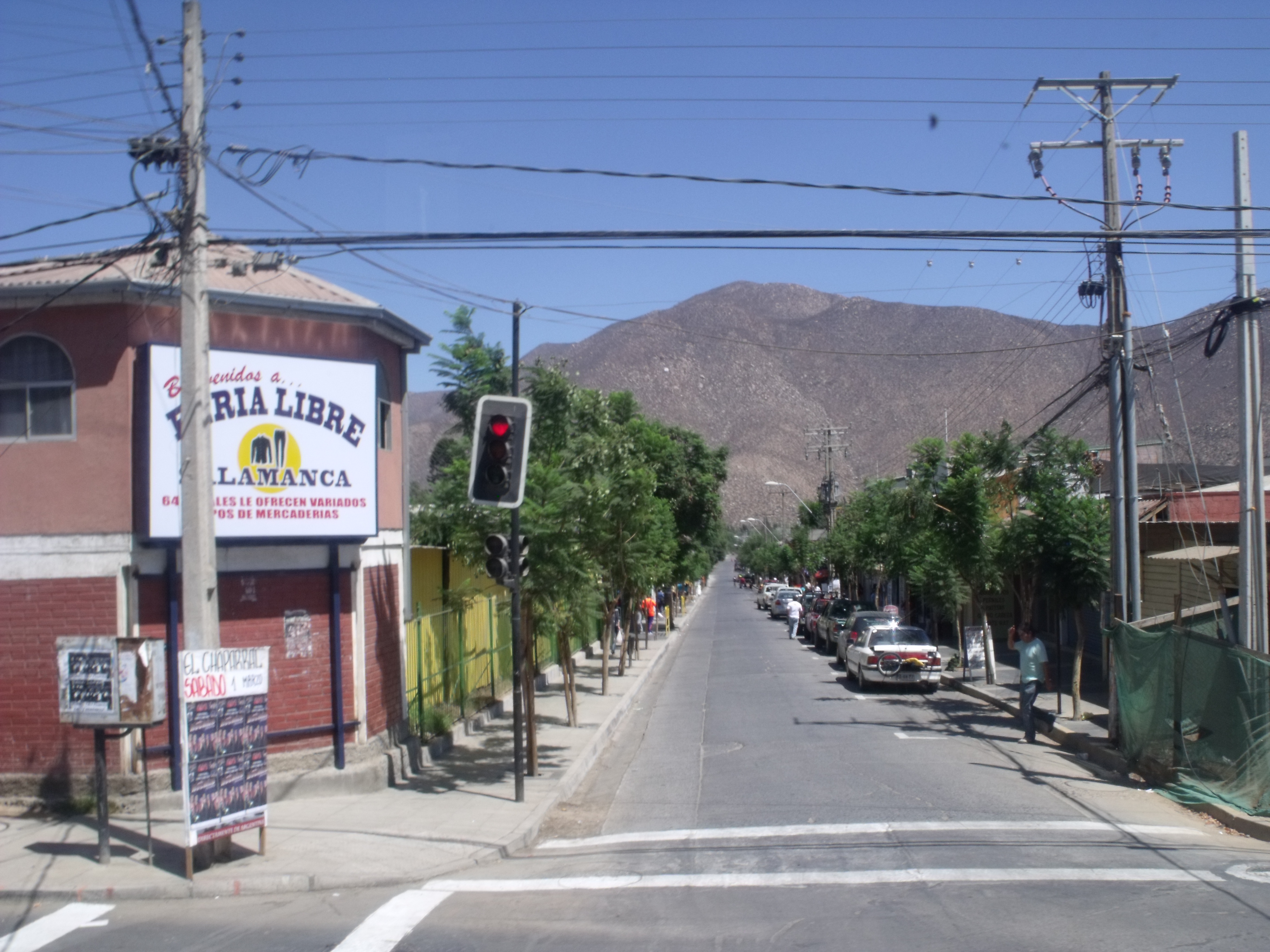
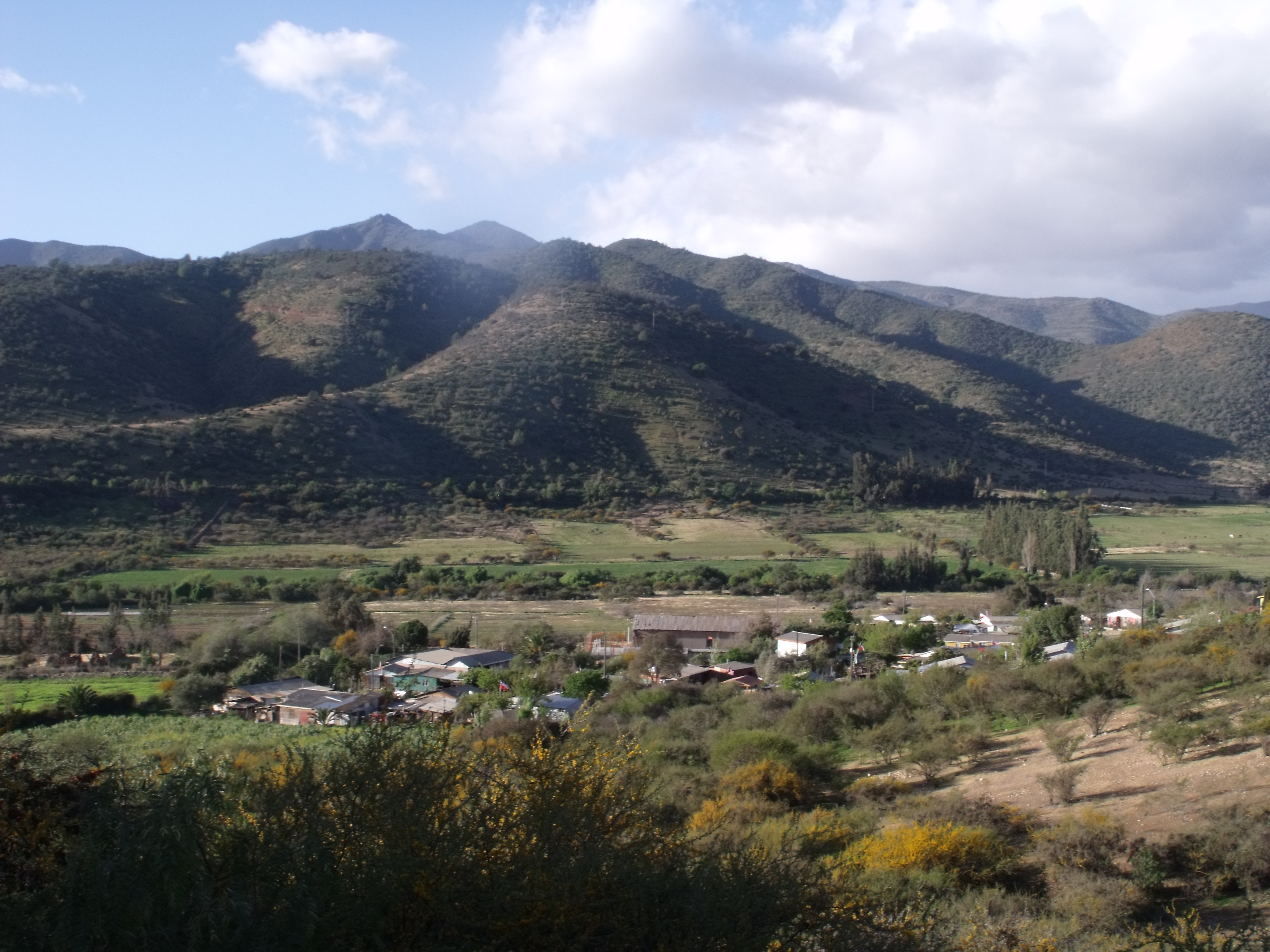
추치니 마을
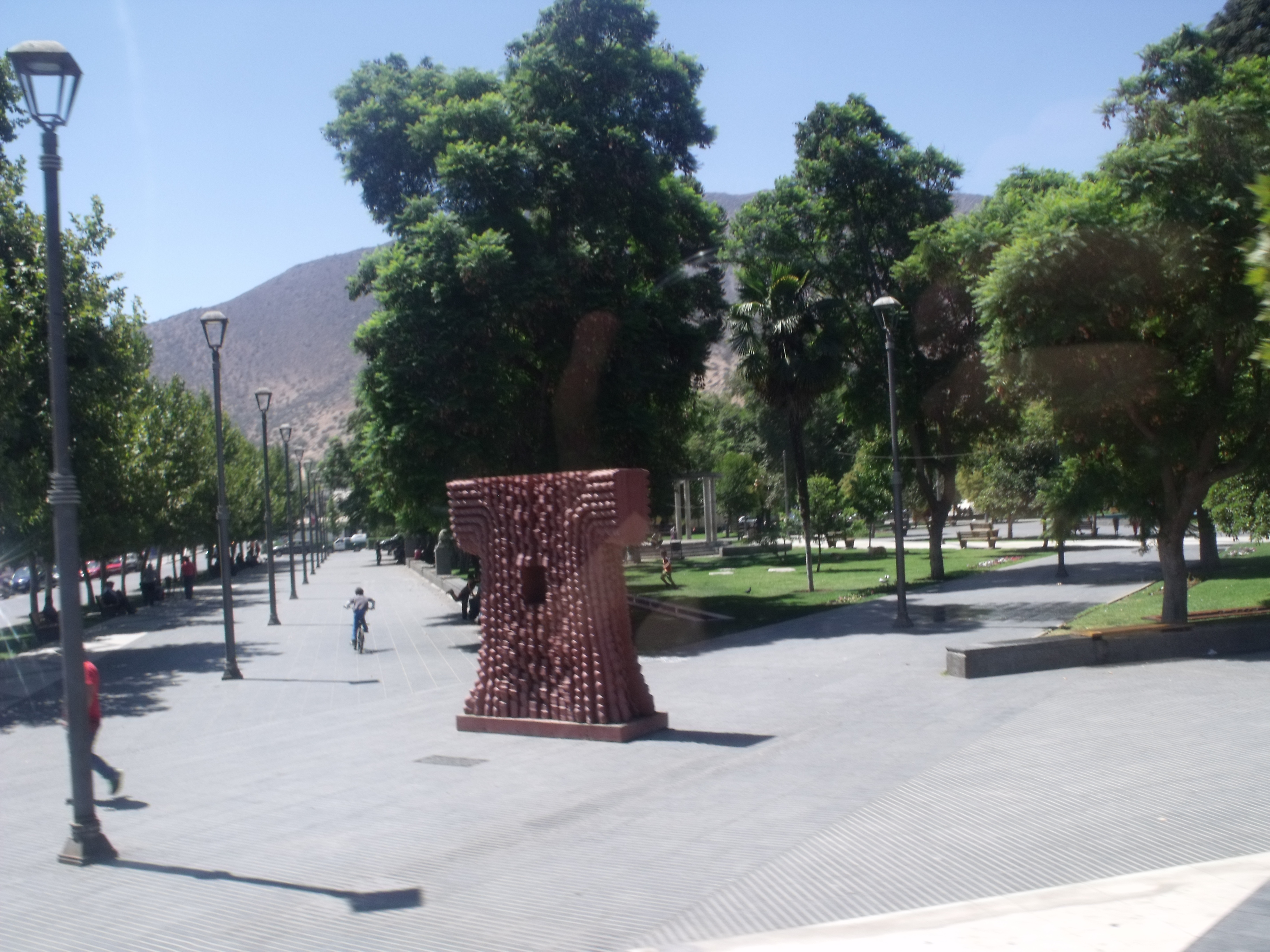
플라자 드 아귀레